# Federico Insúa
Federico Insúa (ur. 3 stycznia 1980 w Buenos Aires) – argentyński piłkarz występujący na pozycji ofensywnego pomocnika. Nosi przydomek "El Pocho".

## Kariera klubowa
Insúa urodził się w Buenos Aires w rodzinie klasy średniej. Swoją piłkarską karierę rozpoczynał w Argentinos Juniors Buenos Aires. W Primera División zadebiutował już w 1998 roku w wieku 18 lat. Jednak dopiero w sezonie 1999/2000 przebił się na stałe do wyjściowej jedenastki zespołu, a w sezonie 2000/2001 zdobył aż 9 bramek w lidze będąc jednym z najlepszych strzelców Argentinos Juniors.
W 2002 roku Insúa zmienił barwy klubowe i w połowie sezonu przeszedł do CA Independiente. Tam stał się liderem zespołu i jeszcze w tym samym roku poprowadził go do mistrzostwa fazy Apertura. Ogółem w całym sezonie 2002/2003 znów pokazał wysoką skuteczność zdobywając 11 bramek należąc do najlepszych strzelców Independiente.
Latem 2003 Insúa wyjechał do hiszpańskiej Málagi. W Primera División zadebiutował w 1. kolejce, 30 sierpnia w zremisowanym 0:0 meczu z Villarreal CF. Swoją pierwszą bramkę na hiszpańskich boiskach zdobył dopiero w 17. kolejce, gdy Málaga pokonała na wyjeździe Real Murcia 2:1. Ogółem jednak sezon spędzony na Półwyspie Iberyjskim Insúa nie mógł zaliczyć do udanych. Zdobył 3 gole i zajął ze swoim klubem dopiero 10. miejsce, a po sezonie wrócił do Argentyny.
W sezonie 2004/2005 Insúa ponownie grał w Independiente, ale już latem przeszedł do innej utytułowanej drużyny z Buenos Aires, Boca Juniors. Prezentował wysoką formę i z Boca wygrał zarówno fazę Apertura w 2005 roku, jak i Clausura w 2006 roku, w całym sezonie zdobywając łącznie aż 11 goli.
Latem 2006 za 4 miliony euro Insúa przeszedł do niemieckiej Borussii Mönchengladbach i podpisał z nią 4-letni kontrakt. W Bundeslidze zadebiutował w 1. kolejce, 12 sierpnia w wygranym 2:0 meczu z Energie Cottbus. Swoją pierwszą bramkę w Niemczech zdobył w 20. kolejce, a Borussia pokonała w Bielefeld tamtejszą Arminię 2:0. Zespół jednak zaczął spisywać się coraz słabiej i ostatecznie na koniec sezonu spadł z ligi.
Następnie Insúa odszedł do meksykańskiego klubu Club América. W trakcie rozgrywek 2008/2009 został wypożyczony do zespołu Necaxa Aguascalientes, a po ich zakończeniu sprzedany do Boca Juniors.
| Sezon   | Klub                            | Kraj      | Rozgrywki                                | Mecze | Bramki |
| ------- | ------------------------------- | --------- | ---------------------------------------- | ----- | ------ |
| 1997/98 | Argentinos Juniors Buenos Aires | Argentyna | Primera División                         | 7     | 0      |
| 1998/99 | Argentinos Juniors Buenos Aires | Argentyna | Primera División                         | 16    | 0      |
| 1999/00 | Argentinos Juniors Buenos Aires | Argentyna | Primera División                         | 34    | 1      |
| 2000/01 | Argentinos Juniors Buenos Aires | Argentyna | Primera División                         | 38    | 9      |
| 2001/02 | Argentinos Juniors Buenos Aires | Argentyna | Primera División                         | 18    | 6      |
| 2001/02 | CA Independiente                | Argentyna | Primera División                         | 18    | 3      |
| 2002/03 | CA Independiente                | Argentyna | Primera División                         | 38    | 11     |
| 2003/04 | Málaga CF                       | Hiszpania | Primera División                         | 31    | 3      |
| 2004/05 | CA Independiente                | Argentyna | Primera División                         | 35    | 9      |
| 2005/06 | Club Atlético Boca Juniors      | Argentyna | Primera División                         | 37    | 12     |
| 2006/07 | Borussia Mönchengladbach        | Niemcy    | Bundesliga                               | 32    | 2      |
| 2007/08 | Club América                    | Meksyk    | Primera División                         | 13    | 2      |
| 2008/09 | Club América                    | Meksyk    | Primera División                         | 17    | 3      |
| 2008/09 | Necaxa Aguascalientes           | Meksyk    | Primera División                         | 16    | 2      |
| 2009/10 | Boca Juniors                    | Argentyna | Primera División                         | 16    | 2      |
|         |                                 |           | Łącznie w argentyńskiej Primera División | 241   | 51     |
|         |                                 |           | Łącznie w hiszpańskiej Primera División  | 31    | 3      |
|         |                                 |           | Łącznie w Bundeslidze                    | 32    | 2      |
|         |                                 |           | Łącznie w meksykańskiej Primera División | 46    | 7      |

## Kariera reprezentacyjna
W reprezentacji Argentyny Insúa zadebiutował 31 stycznia 2003 w wygranym 3:1 meczu z Hondurasem, rozegranym za kadencji selekcjonera Marcelo Bielsy.